# サン・ジョッベ祭壇画
『サン・ジョッベ祭壇画』（サン・ジョッベさいだんが、伊：Pala di San Giobbe）は、イタリアのルネサンス期ヴェネツィア派の巨匠、ジョヴァンニ・ベッリーニが1487年頃に描いた油彩画である。 1485年のペストの発生に触発されたこの聖会話の絵画は、ベッリーニにとって初めて絵画の周囲の教会建築に合わせ、その場で創案されたという点で独自のものであり、当時最大の聖会話の絵画の1つであった。もともとはヴェネツィアのサン・ジョッベ (イタリア語で「聖ヨブ」）教会にあったが、ナポレオン・ボナパルトに略奪された後、現在はヴェネツィアのアカデミア美術館に収蔵されている。

## 歴史

### 創作
1487年の直前、ジョヴァンニ・ベッリーニは、サン・ジョッベ教会の特定されていない人物から同教会のマルティーニ礼拝堂の向かいに配置される祭壇画の制作を依頼された。サン・ジョッベホスピスの僧侶と尼僧は、サン・ジョッベ同心会を設立し、聖ヨブに捧げられた古い礼拝堂を聖ヨブと聖ベルナルディーノの両方に捧げられた新しい教会に変容させた。このことは、同心会のパトロンであった総督、クリストフォロ・モーロによって強く推し進められたことであった。この祭壇画は幻想的な空間を作成して、教会建築自体の延長であるかのように見える聖会話の場面を制作するという概念をベッリーニが初めて用いたものであり、幼子イエス・キリストの最も近い位置で聖ヨブを称えるものだった。絵画は、サン・ジョッベ教会の建築を取りこむために設置される場で制作された。絵画中のアーチは、絵画を取り囲む教会の大理石のアーチと遠近法と様式の面で同じになっている。サン・ジョッベ教会には2つの礼拝堂はなく、1つのマルティーニ礼拝堂と礼拝堂の反対側の空いた空間しかなかった。そこで、教会と両側の「2つの」礼拝堂の幻覚的なバランスをとるような空間を作るため祭壇画が描かれた。作品のサイズと、架空の空間での遠近法による詳細な視覚的描写は、第2の礼拝堂として機能することを目的としており、遠近法は絵画の内部および絵画の周辺部の一致した描写ともども、あたかも現実であるかのような錯覚を与えるのである。
絵画の実際の依頼者はわかっていないが、サン・ジョッベ教会の一員であったと考えられている。本作のサイズと細部は、ジョヴァンニ・ベッリーニへの多額の金銭的支払いを正当化するものであるため、依頼者に関するこの仮定は現在議論されている。画家への多額の支払いは、このような小さな教会では困難だからである。一つの仮説は、教会の庇護者であり、聖ヨブと聖ベルナルディーノの両方へ捧げられた教会とすることに影響を与えたクリストフォロ・モロが作品を依頼したというものである。
本作については正確な完成日の記述はないが、1493年までに新たに奉献されたサン・ジョッベ教会で完成したと記録されている。ヴェネツィアの学者マルクス・アントニオは、自身の『De Venetae Urbis Situ』（ヴェネツィアへの書面によるガイド）で完成した本作について書き、ヴェネツィアの歴史家マリン・サヌードは、ヴェネツィアの聖地のリスト中に本作の美しさについてのコメントを書き入れている。2点の著作とも1493年に書かれ、この年度は本作が完成した最も近い年度とされている。
ジョヴァンニ・ベッリーニの筆記体の署名は疑問視されており、模倣者によって頻繁に使用されていたが、本作はベッリーニの作品として広く認められている。画家の署名は中央の奏楽者の天使の足のすぐ下の飾り額にあるが、イタリック体の「Ioannes Bellinus」となっており、この署名を模倣者はほとんど使用しなかった。

### 来歴
この祭壇画は1814年から1818年までサン・ジョッベ教会に残っていたが、ナポレオン・ボナパルトはヴェネツィアから略奪の限りを尽くしている間に他の多くの作品とともにこの祭壇画を盗んでいった。最終的にはヴェネツィアに戻され、アカデミア美術館に移って、サン・ジョッベ教会の他の祭壇画と一緒に展示されることとなった。

## 構図

### 人物像
中央にいるのは、他のいくつかの宗教的人物の上部に座っている聖母子である。聖母子の下には3人の天使がいて、それぞれが楽器を奏でている。玉座の隣の聖人たちはそれぞれ、身体的にも歴史的にも対極の人と向かい合っている。鑑賞者の左側（聖母子の右側）には聖フランチェスコ、その右には洗礼者ヨハネ、そして最も目立つ位置にはサン・ジョッベ教会の祭壇画の名称となっている聖ヨブがいる。玉座の右側 (母子の左側）には聖セバスティアヌス、聖ドミニコがおり、最も右側にはトゥールーズのフランシスコ会の司教であるトゥ―ルーズの聖ルイがいる。

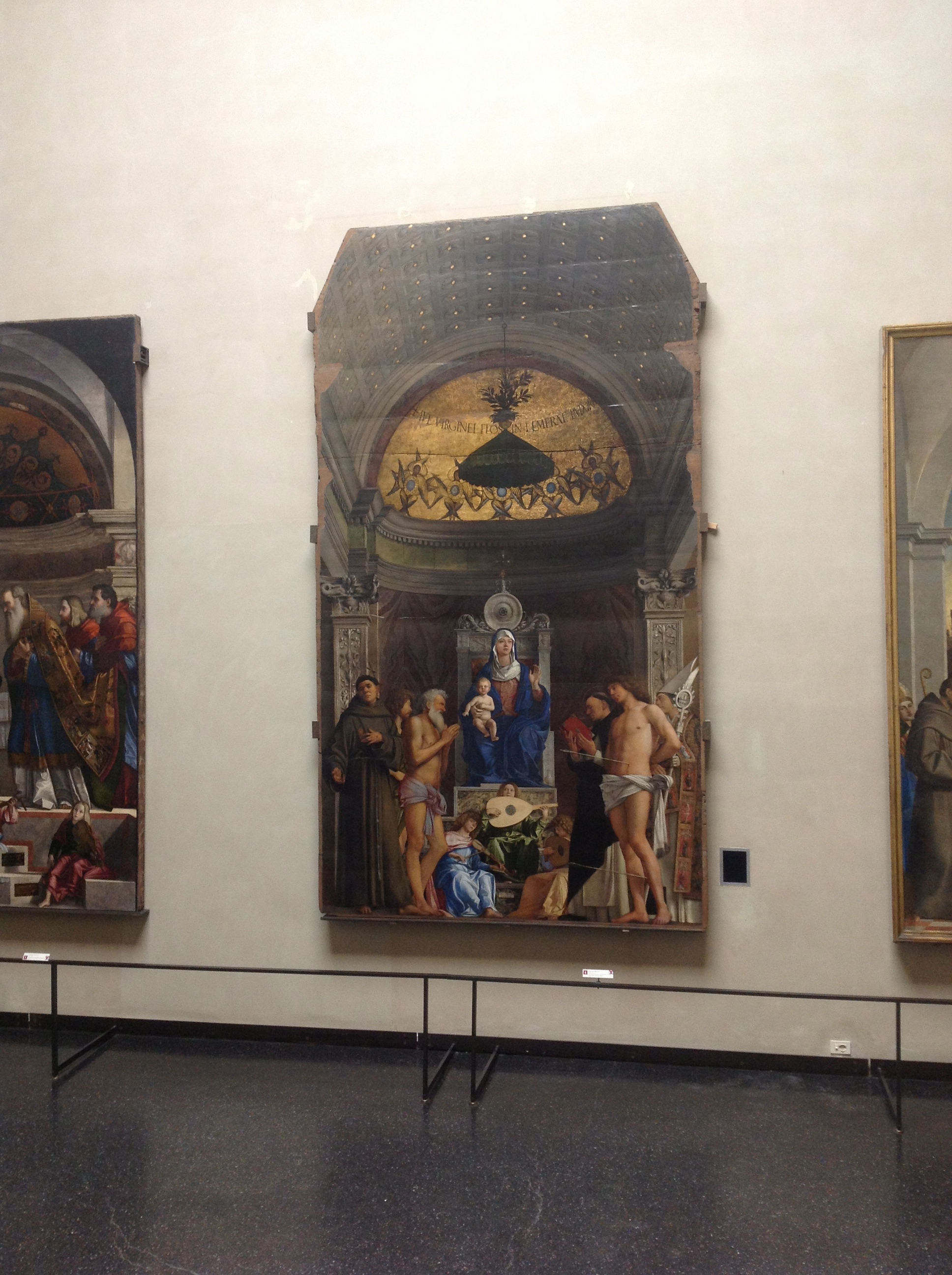
ヴェネツィアのアカデミア美術館における祭壇画の現在の展示

聖ヨブは髭を生やし、褌だけを身に着けており、聖ヨブの反対側にいる、若く、髪が長く、髭をきれいに剃っている聖セバスティアヌスと対峙している。同じく褌だけ身に着けて発っている聖セバスティアヌスは、身体に受けた拷問を示す2本の矢が刺さっている。しかし、血まみれでも苦しんでもおらず、とてもきれいな身体で、静かに幼子イエス・キリストを見あげている。聖ドミニコは手に宗教的な書物を持ってポーズをとっており、聖母子の前にいるときでさえ、勤勉な人物のように見える。聖ドミニコの反対側には洗礼者ヨハネが立っている。洗礼者ヨハネは髭を剃っていない状態で、キリストを見つめている。聖ルイは高い地位の聖職者の服装をして、教会の宗教性を表現している。他の登場人物とは異なり、聖フランチェスコは幼子イエスではなく鑑賞者に目を向けており、鑑賞者に手を差し伸べて歓迎している。

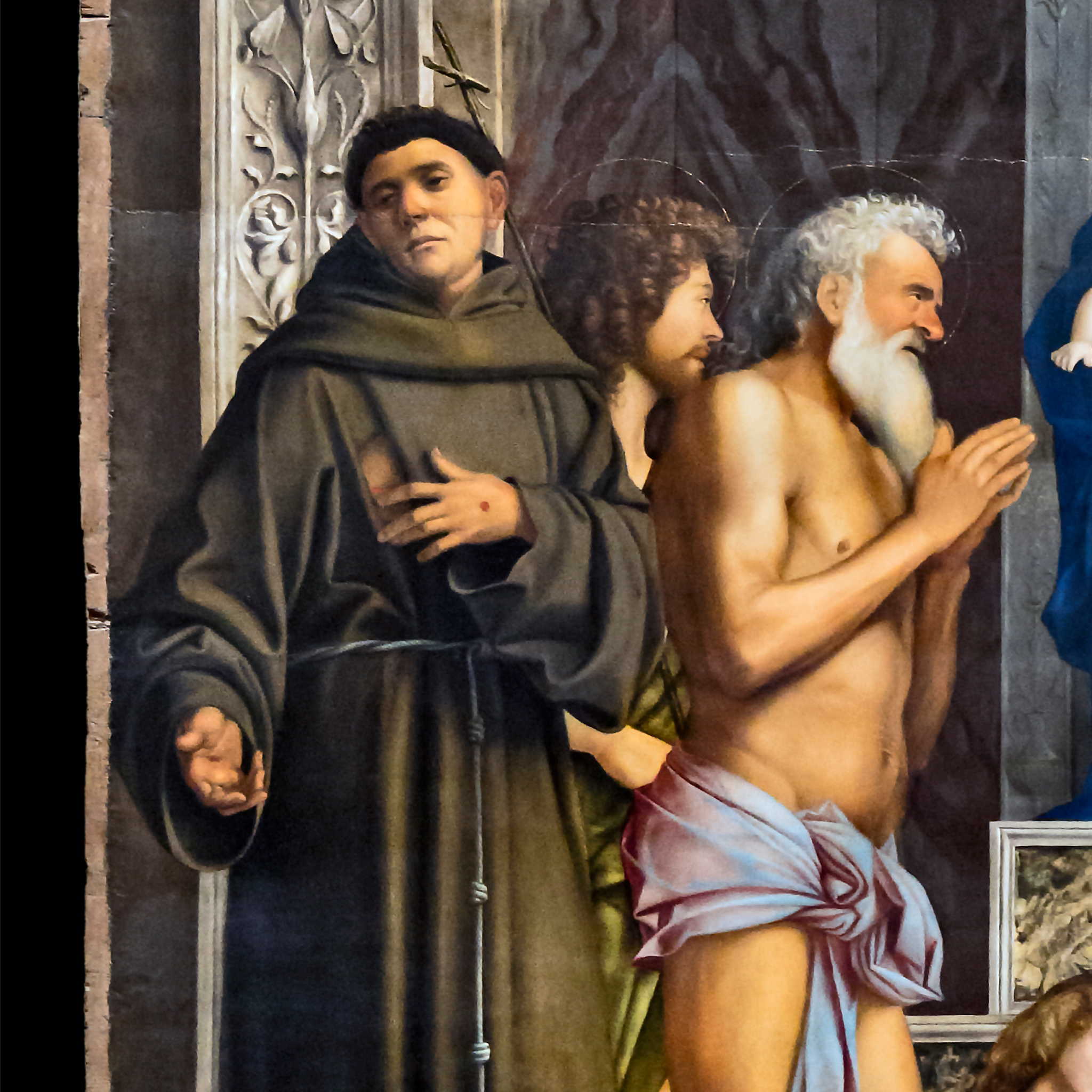
左から右へ：聖母マリアと幼子イエス・キリストの隣に立っている聖フランチェスコ、洗礼者ヨハネ、聖ヨブ

サン・ジョッベ教会の古くからの後援者である聖ヨブを低い位置に移動させるための見返りとして、ベッリーニは本作で聖ヨブを聖母子に最も近い位置に置くことでヨブを称賛している。またアーチ型のヴォールトを描いて、ヴェネツィアのサン・マルコ寺院を示唆することによってもヨブを称えている。
ベッリーニの聖母子画の中で、玉座の隣に聖人の全身像を描いているものは非常に少ない。『サン・ジョッベ祭壇画』は、『フラーリ三連祭壇画』、『プリウリ祭壇画』、そして『サン・ザッカリーア祭壇画』とともにこの特質を共有している。

### 設定
聖母子像の上にある格間ヴォールトは、サン・マルコ寺院の建築を参照している。ベッリーニはサン・ジョッベ教会内に架空の礼拝堂を作り、1つの空間に集うことは決してありえなかった人物たちを組み合わせている。画家はまた、建築的に架空の空間を作成しており、漆喰の柱が祭壇画を囲み、聖マルコ大聖堂の構造を再現している。聖なる人物を架空の空間に配置するこの技法は、ヴェネツィアの芸術にとっては新しいものであり、後のヴェネツィア派の芸術家によって頻繁に繰り返されることになる技法である。
当時のジャンルに共通していた聖会話の絵画は、何らかの形で空の描写を含むか、何らかの形で外の世界に開かれた構造の中に設定されていた。ベッリーニの他のすべての聖会話の絵画とは異なり、『サン・ジョッベ祭壇画』はマルティーニ礼拝堂の向かいに2つ目の礼拝堂がないことを補うことを意図されていたため、聖会話が内部空間で行われるという点で独特のものとなっている。
絵画の上部は遠近法で描かれた格間天井を特徴としているが、天井の側面には本来の祭壇にある本物の柱を模倣した柱がある。聖母の背後には暗い壁龕がある。その半円蓋には、ヴェネツィア様式の金色のモザイク装飾がある。
この祭壇画は、ベッリーニによってヴェネツィアに最初に導入され、アントネロ・ダ・メッシーナの影響を強く受けた技法である単一祭壇画（多翼でない祭壇画）の一例である。

### 幾何学

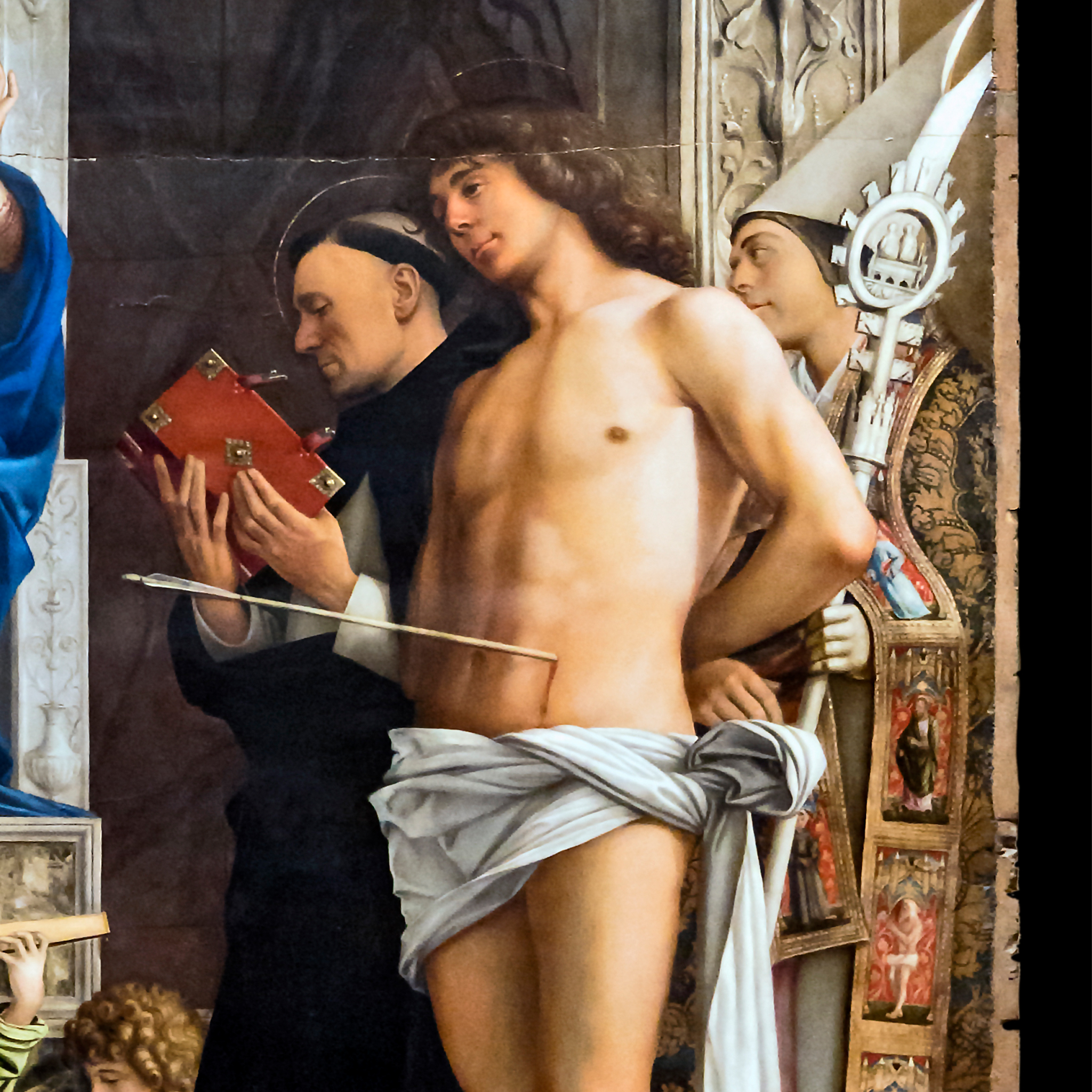
左から右へ：聖母マリアと幼子イエス・キリストの隣にいる聖ドミニコ、聖セバスティアヌス、トゥールーズの聖ルイ

ルネサンス期に三角形は神の重要な象徴であった。 15世紀後半の多くの芸術家は作品に三角形構図を取り入れた。これは三角形を神と結びつけ、しばしば聖三位一体を表す一種の図解となった。本作の非対称性は反対側の人物とのコントラストを生み出し、三角形はこれらのさまざまな人物群で見出すことができる。
これらの人物は、中央の垂直線を挟んで反対の対称性を成している。年老いた聖ヨブは若々しい聖セバスティアヌスの向かいに、そして野生の洗礼者ヨハネはおとなしく、勤勉な聖ドミニコの向かいにおり、聖ルイの豪奢な服装は聖フランチェスコの無地の衣服の対極である。

## 記号

### 聖会話

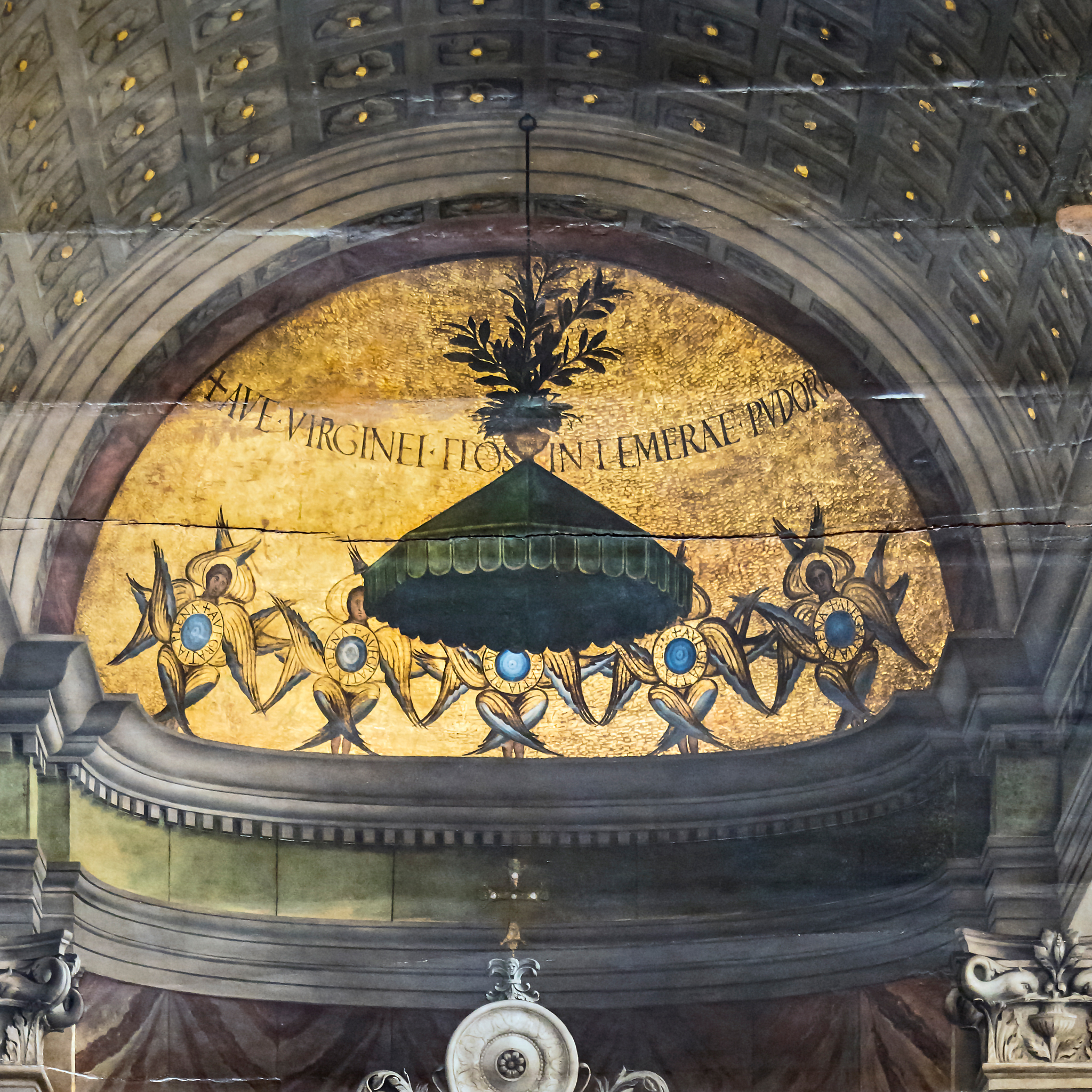
サン・ジョッベ祭壇画内の架空の空間にあるアーチ型の天井

本作は聖会話の作品であり、異なる時間に生きた聖人たちが1つの場所に集い、聖母と幼子イエスを取り囲んでいる。聖会話の絵画では多くの場合、聖母子の近くにいる天使が音楽を奏でている。ベッリーニの聖会話と他の画家の聖会話の違いの1つは、人物が互いに相互に関わっているように見えることである。天使たちは聖ヨブを見つめている。聖ヨブは聖母を見ている。左側の聖フランチェスコは絵画の第4の壁を壊し、鑑賞者を架空の場面に招き入れている。『サン・マルコ祭壇画』、『フラーリ三連祭壇画』、『サン・ザッカリア祭壇画』などの他の聖会話と比較すると、『サン・ジョッベ祭壇画』ははるかに大きく、画面内のすべての人物を完全な大きさで表している。のみならず、遮るもののない空、または風通しのいい雰囲気のある背景を頻繁に含んでいた、当時のヴェネツィアの絵画作品では非常に珍しかった内部空間に設定されている。

### 聖なる言及
絵画中のいくつかの部分は、聖母の無原罪の特質を強調する方向に向けられている。アーチ型天井の上の受胎告知を受けるときの聖母の手のポーズがその例であり、また聖母の上のアーチ型天井にあるラテン語の文は、「Ave Virginei Flos Intemerate Pudoris」と読み、大まかに「雹 (あられ)、汚れのない処女の謙虚な花」と訳される。鑑賞者を招き入れている聖フランチェスコも、聖痕を介して自身の神聖さを示している。
聖母子の足元にいる天使の奏楽者は、適切な弦楽器のテクニックで正確に描かれている。1人はリュートをかき鳴らしている右手を見つめ、他の2人は隣に立っている聖ヨブをじっと見つめている。これは、聖ヨブと音楽の間の関連性を示唆している。リュート自体も本物のリュートに合わせて正確に描かれている。また、絵画のバラの部分と当時の実際の装飾品のバラが一致している。

### 聖人の召喚

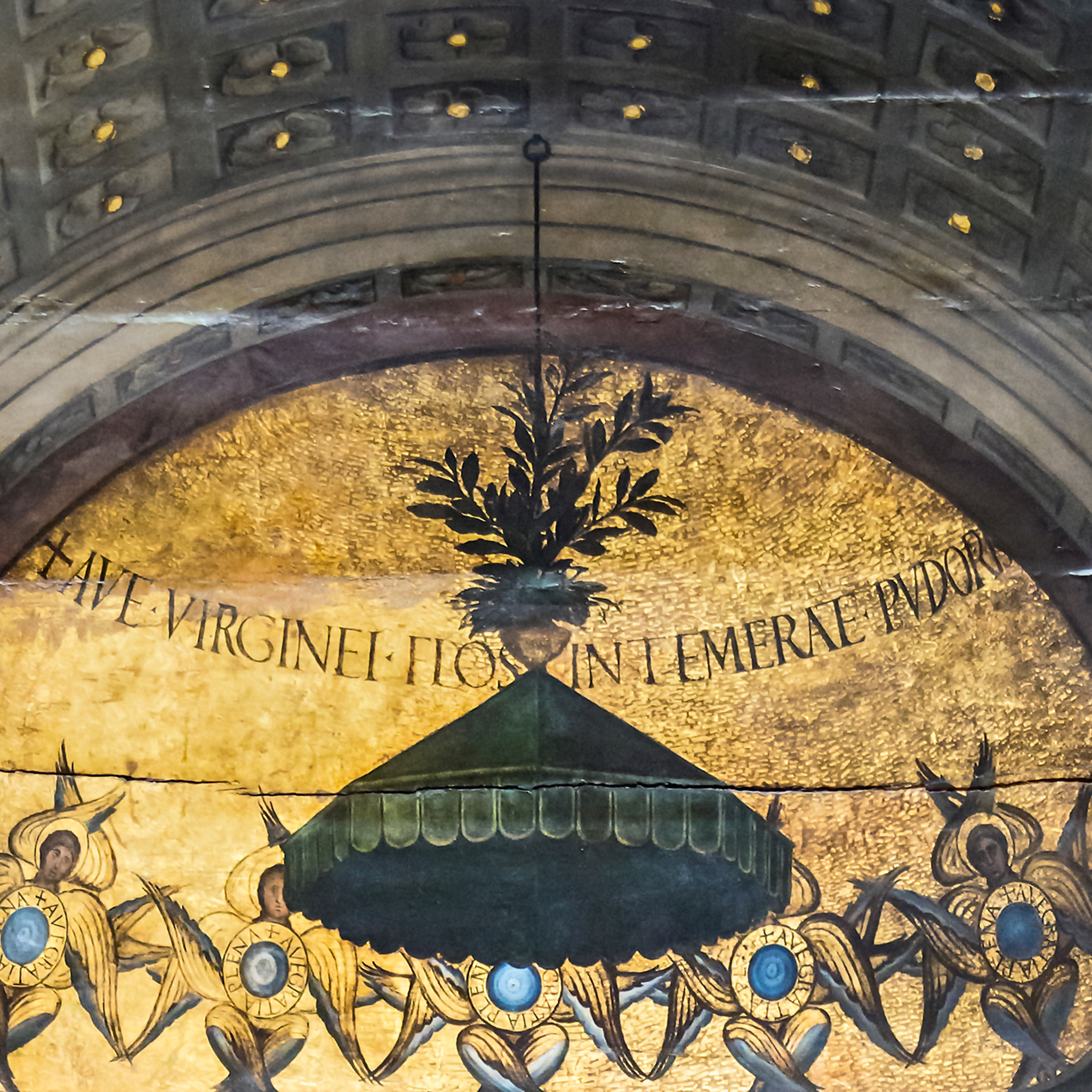
「Ave Virginei Flos Intemerate Pudoris」という文は、「霰（あられ）、汚れのない処女の謙虚な花」と訳される

1485年の疫病、粟粒熱は本作に大きな影響を与え、画中に聖セバスティアヌスとその対極の聖ヨブを含めることになった。聖セバスティアヌスの側にある矢印はペストを象徴しており、その存在は当時ヴェネツィアを襲っていたペストに対応したものとなっている。聖ヨブはペストのような病気による苦しみを象徴しており、それに耐えるために信仰に依存している。聖セバスティアヌスと聖ヨブの両方が苦しみと痛みに関連していただけでなく、ジョッベ同心会はもともとペストに対応して建てられたホスピスである。それで、これらの聖人と、患者に希望を与える彼らの信仰が描かれているのである。

## 関連作品
- サン・ザッカリーア祭壇画
- モンティーニ祭壇画